# رأس أنيفا

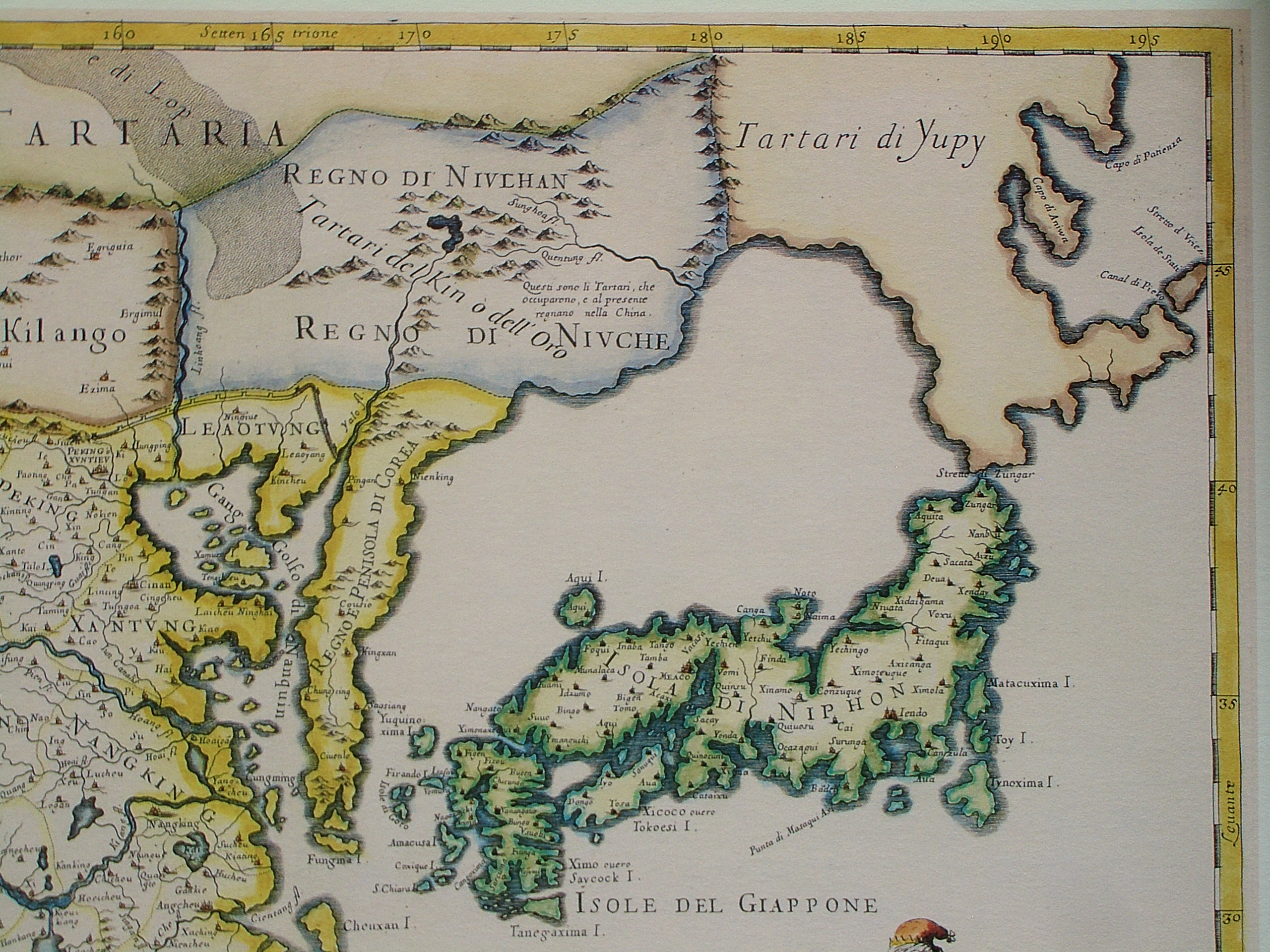
خريطة من عام 1682 م تظهر رأس أنيوا (عند الزاوية العليا اليمنى).

رأس أنيفا (الروسية: мыс Анива) (باليابانية: 中知床岬, Cap Shiretoko) رأس بحري يقع في نهاية شبه جزيرة تونينو-أنفزكي (الروسية: полуостров Тонино-Анивский) إلى الجنوب الشرقي من جزيرة سخالين في روسيا التي تواجه بحر أوخوتسك.
ذكر الإيطالي جياكومو كانتيلي (1643 م - 1695 م) في خريطة من 1682 م هذا الرأس تحت اسم «كابو دي أنيوا». أنشئت في عام 1939 م منارة بارتفاع 31 مترًا.

## وصلات خارجية
- (بالروسية) Мыс и Маяк Анива نسخة محفوظة 29 أكتوبر 2013 على موقع واي باك مشين.
- (بالروسية) المنارات سخالين